# Cuberdon

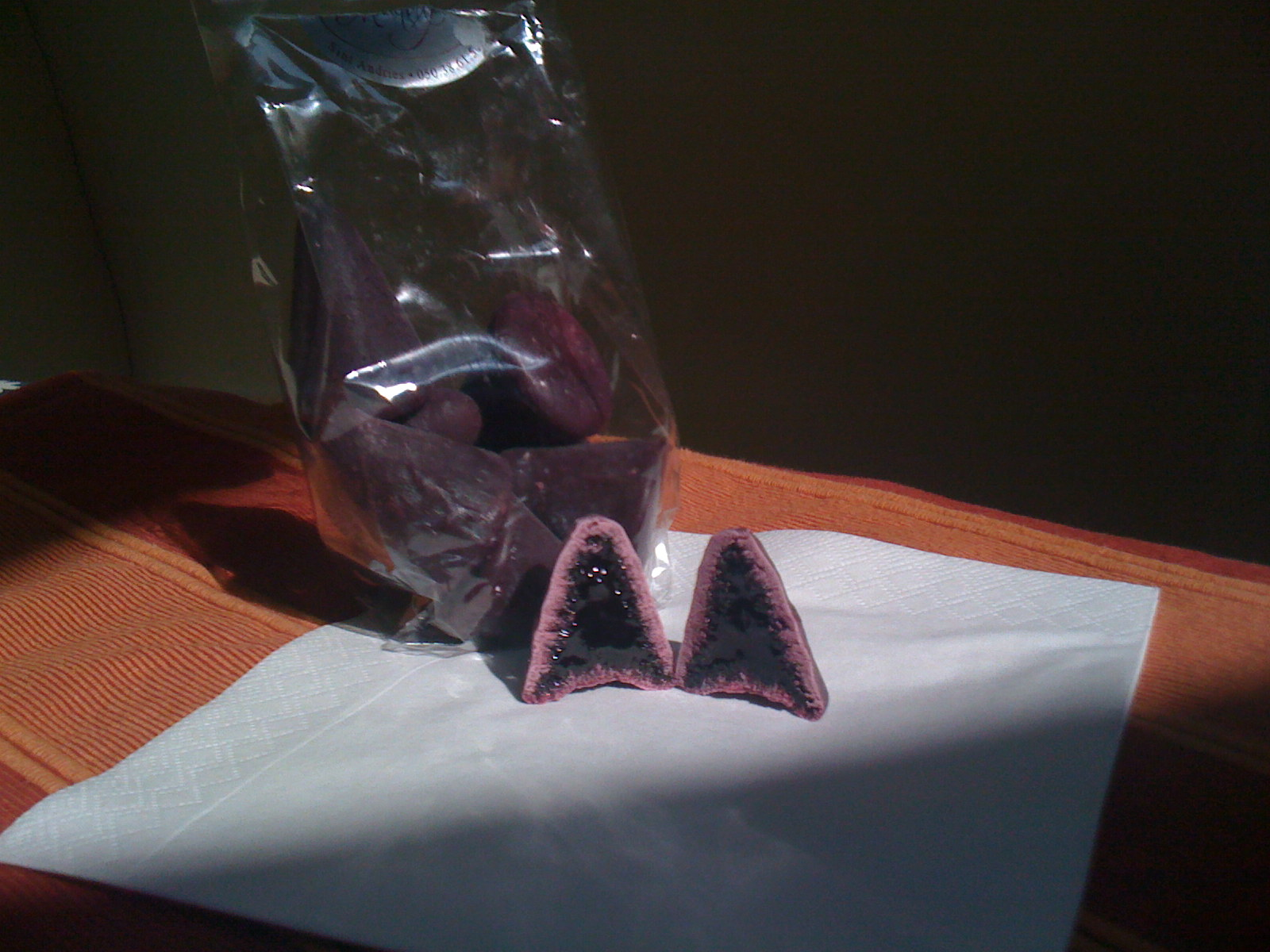
Cuberdon

Ein Cuberdon ist eine kegelförmige belgische Süßigkeit, die wegen der gewissen Ähnlichkeit mit einer Nase in Flandern oft auch als „Neuzeke“ (Näschen) bezeichnet wird. Im Belgischen Französisch ist die Süßigkeit auch als „chapeau de curé“ bekannt.
In der Regel haben Cuberdons eine rötlich-lila Farbe und eine Breite von ungefähr 2,5 cm; das Gewicht beträgt 10–18 g. Die matt-samtige Oberfläche des Cuberdons ist hart, der Inhalt klebrig-geleeartig.

## Herstellung
Während der Herstellung wird in großen Kesseln Zuckermasse verrührt und Aromen sowie Gummi arabicum als Verdickungsmittel hinzugefügt. In Stärkemehl wird mit einer Urform die Negativform der Kegelform gepresst, in die anschließend die geschmolzene Masse gefüllt wird. Nach dem Erstarren werden die „Neuzekes“ vom Stärkemehl getrennt. Die klassische Geschmacksrichtung ist Himbeere, Cuberdons werden jedoch auch in mehr als 30 weiteren Geschmacksrichtungen angeboten.

## Wirtschaftliche Bedeutung

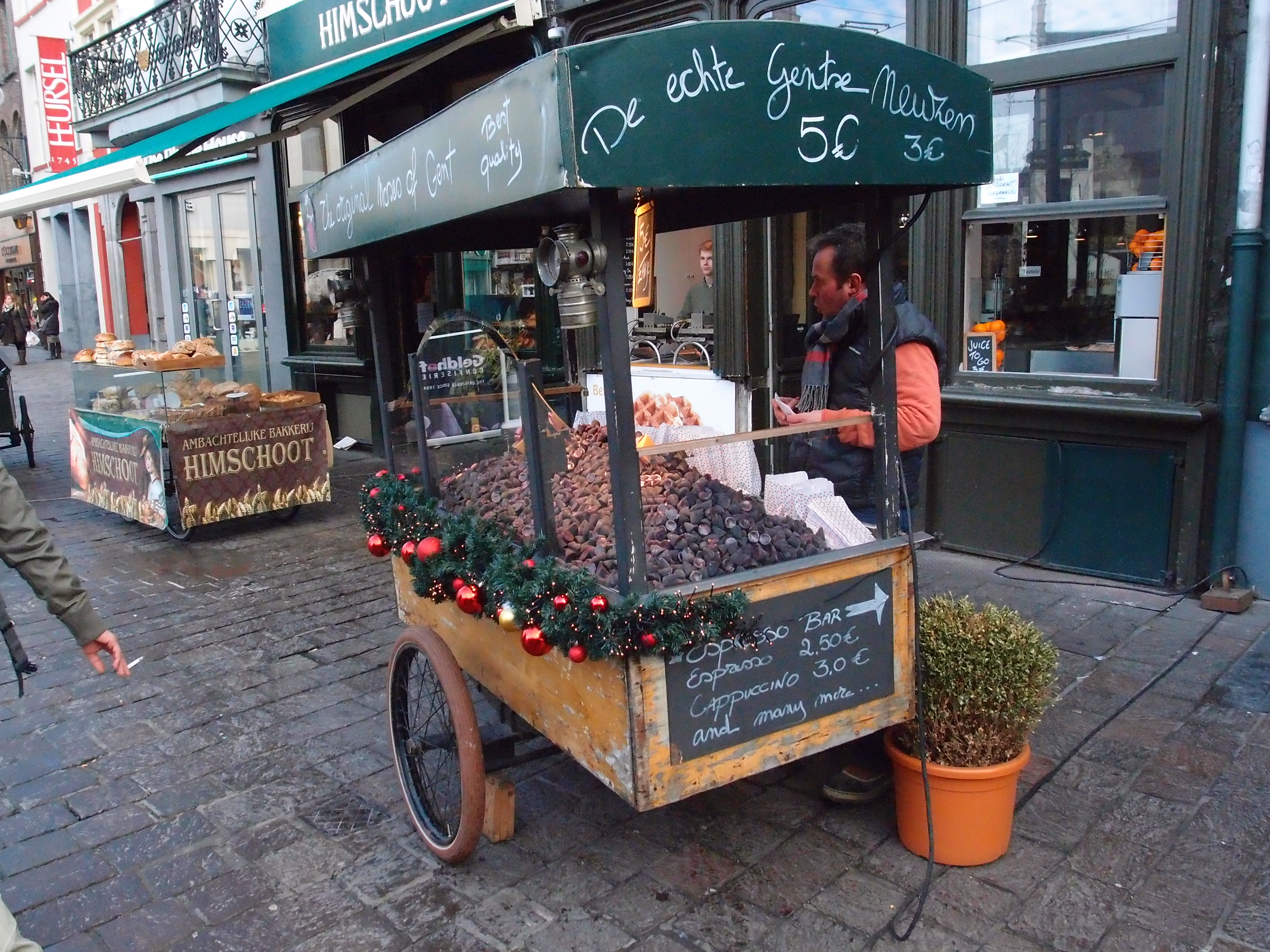
„Gentse Neuzen“ in Gent

Cuberdons wurden durch das Vlaams Centrum voor Agro- en Visserijmarketing als regionales Landwirtschaftsprodukt anerkannt. Aufgrund der begrenzten Haltbarkeit von etwa drei Wochen werden Cuberdons nicht exportiert und sind praktisch nur in Belgien erhältlich. Zur Feier des belgischen EU-Vorsitzes wurden am 18. September 2010 in den Hauptstädten der Europäischen Union Cuberdons an die Bevölkerung verteilt.